# Kaleva (Michigan)
Kaleva è un villaggio degli Stati Uniti d'America, situato nello Stato del Michigan, nella contea di Manistee.